# Novegradi
Novegradi (in croato Novigrad) è un comune della regione zaratina, in Croazia. Si affaccia sul mare di Novegradi.

## Geografia antropica

### Località
Il comune di Novegradi è suddiviso in 3 frazioni (naselja) di seguito elencate. Tra parentesi il nome in lingua italiana, generalmente desueto.
- Novegradi (Novigrad), sede comunale

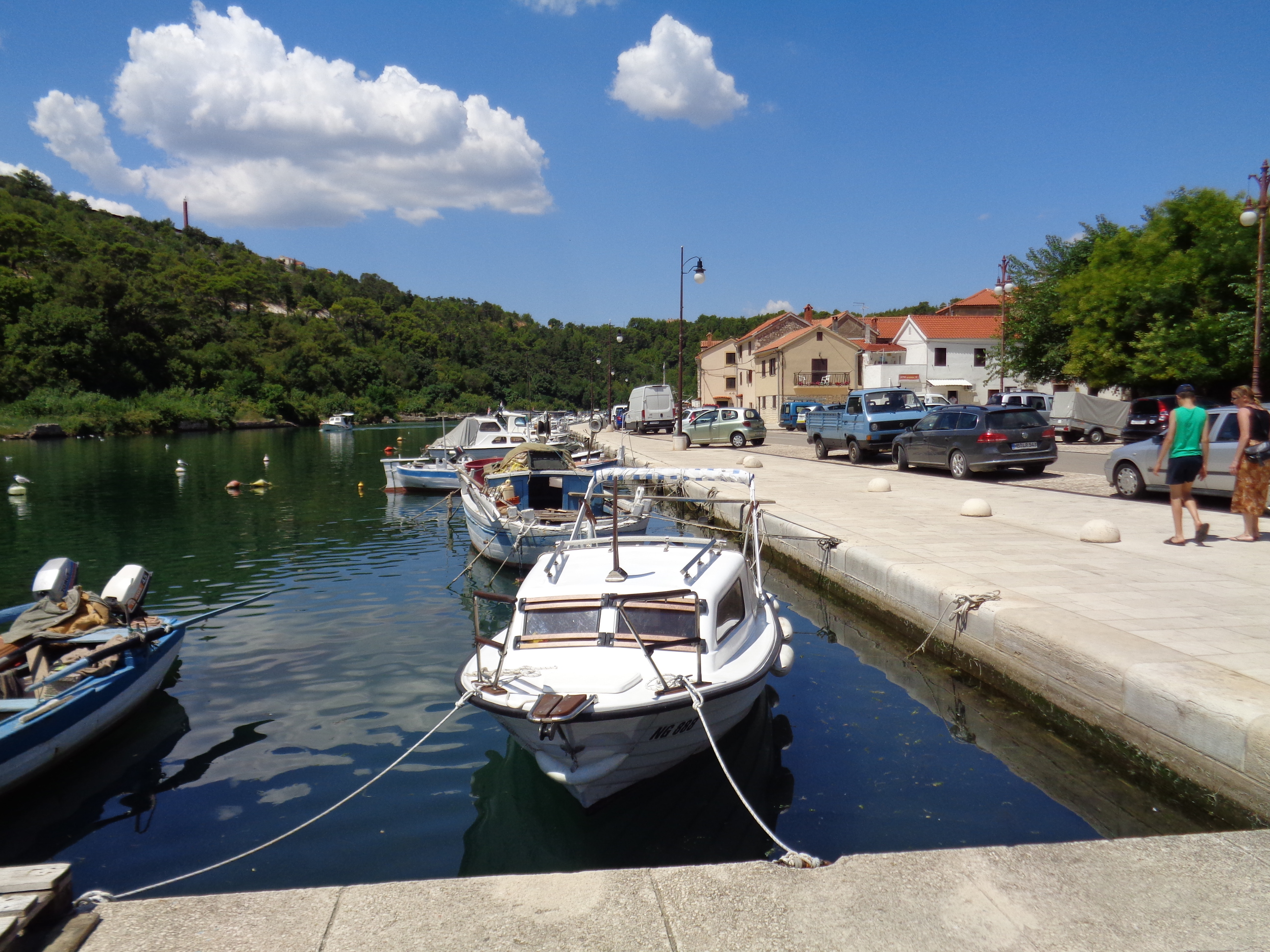
Riva

- Paljuv (Pagliuvo)
- Pridraga (Pridraga)